# Sisley
Sisley — французька сімейна компанія, яка розробляє та розповсюджує парфумерно-косметичну продукцію найвищої якості.

## Профіль компанії
Sisley — це сімейна компанія: граф Юбер д'Орнано (Hubert d’Ornano [Архівовано 14 травня 2015 у Wayback Machine.]) очолює компанію Sisley, його дружина
Ізабель д'Орнано (Isabelle d'Ornano) — віце-президент (основні сфери її діяльності — створення
нових продуктів та зв'язки з громадськістю), син Філіп (Philippe d'Ornano) — генеральний директор (керує міжнародним розвитком компанії), а дочка Крістін (Christine d'Ornano) — заступник генерального директора (очолює філію компанії у Великій Британії). Компанія Sisley французька по походженню і приналежності, давно стала міжнародною, і сьогодні її продукція продається більш ніж в 90 країнах світу і забезпечує робочими місцями кілька тисяч осіб. За три десятиліття ім'я Sisley стало одним з найпрестижніших в світі люксу та краси. Компанія Sisley безпосередньо контролює основну частину своєї дистрибуції через філії (їх близько 30) і реалізує 80 % обороту за рахунок експорту. Більша частина продукції Sisley виготовляється у Франції, головним чином, на заводі в Блуа (Blois), а науково-дослідні лабораторії розташовані в передмісті Парижа. Успіхом та визнанням компанія Sisley завдячує, насамперед, найвищій якості та ефективності своєї продукції. Спеціалізацією лабораторій Sisley є фітокосметологія.
Фітокосметологія - це використання в косметичних засобах натуральних рослинних екстрактів.
Для досягнення найвищої якості Sisley використовує тільки найкращі сорти в кожному виді рослин, намагається виділити саме ту частину рослини, екстракт з якою найбільш ефективний для вирішення поставленого завдання, вибирає країну і район, де ростуть самі якісні екземпляри, і, нарешті, відстежує момент збору врожаю, коли активні рослинні компоненти володіють найкращими властивостями.
Максимально чітко і скрупульозно, нерідко, протягом декількох років, лабораторії Sisley провадять пошук найбільш збалансованих поєднань і дозувань, які дозволяють створити високоефективну і високотехнологічну формулу.
Лише по завершенні цієї процедури, тільки після підтвердження своєї ефективності новий засіб надходить у продаж.

## Історія
Коли в 1976 році Юбер д'Орнано створював Sisley («Сіслей»), хвиля захоплення арома- та фітотерапією ще не захлеснула Європу.
У той час ідея використання рослинних екстрактів і ефірних олій у косметичних засобах прозвучала як щось цілковито нове.
Юбер д'Орнано давно зрозумів, що світ рослин дарує найширше поле для досліджень і відкриттів (адже на землі їх понад 800 000 видів), і саме життя людини залежить від рослин, які дають їй усе необхідне для дихання, харчування та лікування.
Як справжній провидець Юбер д'Орнано вибирає як спеціалізацію своїх лабораторій фітокосметологію. Він робить ставку на використання найкращого з світу рослин для створення найкращого у світі косметики.
Sisley - сімейна справа: впродовж трьох поколінь в парфумерії і косметиці. Очолює її вже понад 30 років Юбер д'Орнано (Hubert d'Ornano), людина творча, що володіє даром передбачення, незмінно відстоює три її найголовніші цінності: якість, новаторство, корпоративний дух.
Його багаторічний досвід в косметиці, його інтернаціональна культура і управлінський талант перетворили компанію Sisley у втілення істинної розкоші та краси.
Поруч з ним його дружина Ізабель д'Орнано (Isabelle d'Ornano), віце-президент компанії, що відповідає, перш за все, за все, що пов'язано з творчістю. Саме вона ініціює процес, в результаті якого новинка виходить у світ і при цьому відповідає реальним потребам жінок.
Більше двадцяти років разом з батьками на розвиток спільної справи працюють двоє з їх дітей: Філіп д'Орнано (Philippe d'Ornano)та Христина д'Орнано (Christine d'Ornano).